# 24Kitchen
24Kitchen is een van oorsprong Nederlands digitaal televisiekanaal dat zich richt op alles wat met eten te maken heeft. De zender is de enige Nederlandse foodzender.

## Geschiedenis
De zender, die onderdeel was van de Fox Networks Group en een samenwerking tussen Fox en Jan Dekker Holding, begon op 1 september 2011 met uitzenden via het netwerk van UPC en Ziggo. Op 1 oktober van dat jaar ging de zender officieel van start. 24Kitchen was vanaf deze dag ook te ontvangen voor kijkers van Caiway. Door de distributieovereenkomst met Glashart Media is 24Kitchen verder te zien via onder andere XMS, Lijbrandt, Edutel, OnsBrabantNet, Tweak, Alice en InterNLnet. De zender is via de satelliet sinds december 2011 ook te ontvangen in Bulgarije. Hierdoor kunnen ruim drie miljoen mensen de zender ontvangen. De zender wordt sinds 2 juli 2012 ook doorgegeven in het basispakket van Digitenne. Vanaf dat moment werd 24Kitchen ook toegevoegd aan Interactieve TV van KPN. Hierdoor kreeg 24Kitchen een landelijke dekking in Nederland. Wekelijks kijken er ongeveer 1,9 miljoen kijkers naar 24Kitchen. Daarmee is 24Kitchen het bestbekeken digitale themakanaal in Nederland.
Vanaf 2012 kreeg de zender internationale uitbreiding. Er werden zenders gestart in Portugal (ook te zien in Mozambique en Angola), Turkije, Servië, Slovenië en Bulgarije. Op 27 november 2014 werd bekend dat Fox International Channels alle aandelen van Jan Dekker Holding overgenomen heeft en volledig eigenaar van 24Kitchen geworden is.

## Doelgroep
De doelgroep van 24Kitchen is moderne, geëmancipeerde mannen en vrouwen tussen de 20 en 49 jaar met interesse in eten en koken.

## Programma's
24Kitchen zendt grotendeels programma's uit die speciaal voor de zender zijn geproduceerd. Zoals de vele programmas's van Rudolph van Veen, die tot 2016 het gezicht van de zender was. In oktober 2011 werd bekend dat de zender een overeenkomst heeft gesloten met de Engelse chef Jamie Oliver. De programma's van de Engelsman zijn daardoor tot 2016 exclusief te zien via het kanaal. Een overeenkomst met Gordon Ramsay ketste af, omdat de zender zijn filosofie niet overeen vindt komen met die van de zender. Ook zendt de zender sindsdien programma's van FremantleMedia uit. Het gaat hierbij om programma's van Anthony Bourdain, Annabel Langbein, Donna Hay en Bill Granger.

## Prijzen
In 2012, 2013 en 2014 won 24Kitchen de verkiezing georganiseerd door Totaal TV voor beste digitale zender van Nederland. Op 14 november 2012 werd 24Kitchen tot website van het jaar 2012 uitgeroepen in de categorie TV & Radio.

## Trivia
- In oktober 2011 lanceerde de zender een eigen digitaal tijdschrift. Het blad is via de website van de zender te bekijken en verschijnt vier keer per jaar.
- Naast een tijdschrift heeft 24Kitchen ook meerdere kookboeken uitgebracht, waaronder Grenzeloos koken, De makkelijke maaltijd, Frisse start en De nieuwe makkelijke maaltijd.
- Omdat de zender dezelfde eigenaar heeft als ESPN wordt er reclame voor elkaar gemaakt en worden medewerkers uitgewisseld tussen beide zenders.

Lijst van televisiekanalen in Nederland